# Leopold Moro
Leopold von Moro (4. července 1826 Viktring – 5. února 1900 Štýrský Hradec) byl rakouský podnikatel a politik německé národnosti z Korutan, v 2. polovině 19. století poslanec Říšské rady.

## Biografie
Působil jako továrník. Byl majitelem textilní továrny a dolů. Pocházel z rodiny, původem z Itálie, kterou roku 1816 povýšil císař František I. za její podíl na rozvoji průmyslu do šlechtického stavu.
Byl poslancem Říšské rady (celostátního parlamentu Předlitavska), kam nastoupil v doplňovacích volbách roku 1879 za městskou kurii v Korutanech, obvod Klagenfurt. Slib složil 18. března 1879. Mandát zde obhájil i v krátce poté konaných řádných volbách roku 1879 a volbách roku 1885. Ve volbách roku 1891 uspěl za kurii velkostatkářskou v Korutanech. V roce 1879 se uvádí jako rytíř Leopold von Moro, majitel továrny, bytem Klagenfurt.
V parlamentu zastupoval blok německých liberálů (tzv. Ústavní strana, centralisticky a provídeňsky orientovaná). Na Říšské radě se v říjnu 1879 uvádí jako člen staroněmeckého Klubu liberálů (Club der Liberalen). Od roku 1881 byl členem klubu Sjednocené levice, do kterého se spojilo několik ústavověrných (liberálně a centralisticky orientovaných politických proudů). Za tento klub uspěl i ve volbách roku 1885. Po rozpadu Sjednocené levice přešel do frakce Německorakouský klub. V roce 1890 se uvádí jako poslanec obnoveného klubu německých liberálů, nyní oficiálně nazývaného Sjednocená německá levice. I ve volbách roku 1891 byl na Říšskou radu zvolen za klub Sjednocené německé levice.
Zemřel v únoru 1900.